# Nupsskarvet Mountain
Nupsskarvet Mountain är ett berg i Antarktis. Det ligger i Östantarktis. Norge gör anspråk på området. Toppen på Nupsskarvet Mountain är 2 401 meter över havet.
Terrängen runt Nupsskarvet Mountain är huvudsakligen lite bergig. Trakten är obefolkad. Det finns inga samhällen i närheten. 